# Uhřice (ort i Tjeckien, Södra Mähren, lat 49,17, long 17,08)
Uhřice är en ort i Tjeckien.   Den ligger i regionen Södra Mähren, i den östra delen av landet, 220 km sydost om huvudstaden Prag. Uhřice ligger 267 meter över havet och antalet invånare är 230.
Terrängen runt Uhřice är platt åt sydväst, men åt nordost är den kuperad. Runt Uhřice är det ganska tätbefolkat, med 72 invånare per kvadratkilometer. Närmaste större samhälle är Vyškov, 13,0 km norr om Uhřice. Trakten runt Uhřice består till största delen av jordbruksmark.